# Markaryds kommun
Markaryds kommun er en kommune i Kronobergs län i Sverige.
Kommunen ligger i det sydvestlige hjørne af Småland, på grænsen til Skåne og Halland.

## Byområder
Der er fire byområder i Markaryds kommun.
I tabellen vises byområderne i størrelsesorden pr. 31. december 2005. Hovedbyen er markeret med fed skrift.
| # | Byområde      | Befolkning |
| - | ------------- | ---------- |
| 1 | Markaryd      | 3.826      |
| 2 | Strömsnäsbruk | 2.006      |
| 3 | Traryd        | 687        |
| 4 | Timsfors      | 609        |

56°28′00″N 13°36′00″Ø / 56.4667°N 13.6°Ø